# Tâm (Phật giáo)
Bài này nói về tâm trong Phật học, xin xem thêm các nghĩa khác của chữ tâm (định hướng)

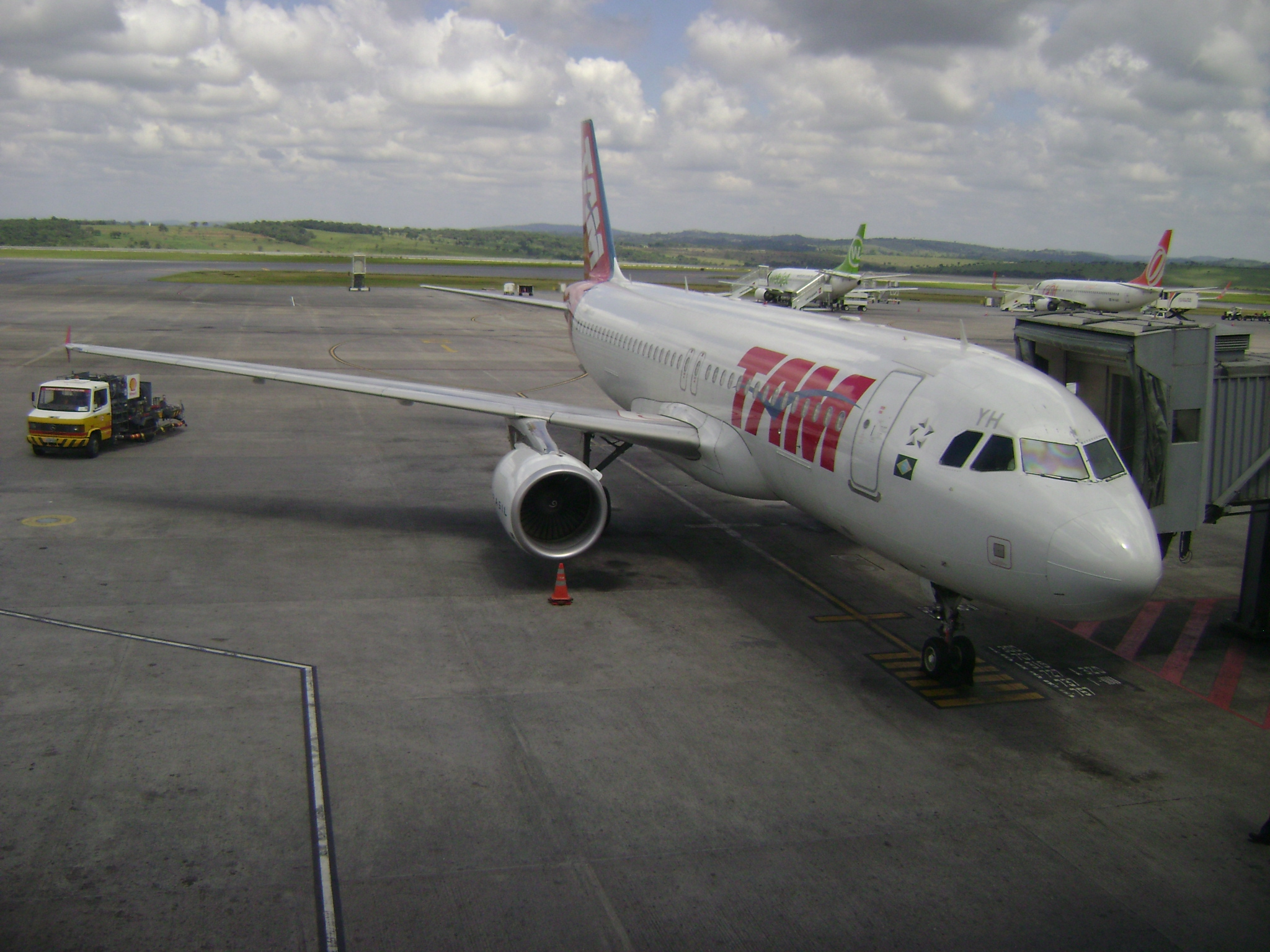
Chữ Hán tâm thường là đề tài cho thư pháp Thiền tông

Tâm (zh. xīn 心, en. mind, ja. shin, sa. citta, hṛdaya, vijñāna), là một thuật ngữ quan trọng của đạo Phật, có nhiều nghĩa:
1. Tâm được xem đồng nghĩa với Mạt-na (sa. manas, thức, suy nghĩ, phân biệt) và Thức (sa. vijñāna). Tâm chỉ toàn bộ sinh hoạt và hiện tượng của tâm trí.
2. Trong luận A-tì-đạt-ma-câu-xá, tâm được xem như một thể riêng biệt, trên thể đó thế giới hiện tượng xuất hiện.
3. Trong Duy thức tông, tâm được xem là A-lại-da thức (sa. ālayavijñāna, còn được gọi là Tạng thức), gốc của tất cả mọi hiện tượng tâm thức. Theo quan điểm này, thì toàn bộ vũ trụ này chính là "tâm thanh tịnh". Nhiều quan điểm cho rằng tâm này chính là "vô thủy vô minh", vô minh nguyên thủy của Phật tính và là thực tại tối thượng của mọi hiện tượng nhị nguyên.

Tổng quát, người ta có thể phân biệt sáu loại tâm:
- Nhục đoàn tâm (zh. 肉團心), trái tim thịt;
- Tinh yếu tâm (zh. 精要心), chỉ cái tinh hoa cốt tuỷ;
- Kiên thật tâm (zh. 堅實心), chỉ cái tuyệt đối, cái Chân như của các Pháp.

Ba loại tâm trên được dịch từ danh từ hṛdaya của Phạn ngữ;
- Tập khởi tâm (zh. 集起心, citta), là thức thứ 8, A-lại-da thức (sa. ālayavijñāna);
- Tư lượng tâm (zh. 思量心), là thức thứ 7, Mạt-na (sa. manas);
- Duyên lự tâm (zh. 緣慮心), là thức thứ sáu, ý thức (sa. manovijñāna).

Tâm trong Phật giáo nguyên thủy do đức Phật Thích Ca thuyết là cái biết của 6 căn: mắt,tai, mũi, miệng, thân và ý thức. Tất cả 6 căn này hợp lại được gọi là Tâm ( tâm không có tâm căn mà chỉ là quả của ý căn.

## Phật đối thoại với A-nan về Tâm
- Phật kêu A-Nan hỏi rằng: "Trong giáo pháp ta, ông ngưỡng mộ cái gì mà phát tâm xuất gia"?
- A-nan thưa: "Vì thấy Phật có 32 tướng tốt đẹp lạ thường, con sanh lòng hâm mộ và phát tâm xuất gia".
- Phật hỏi: "Ông nói: Vì thấy 32 tướng tốt của Phật, sanh lòng hâm mộ; vậy ông lấy cái gì để thấy, và lấy cái gì để hâm mộ"?
- A-Nan thưa: "Con lấy mắt để thấy và dùng tâm hâm mộ".
- Phật hỏi: "Ông nói: lấy con mắt để thấy và cái tâm hâm mộ, vậy ông có biết cái tâm và con mắt ở chỗ nào không"?
- Ông từ hồi nào đến giờ, nhiều kiếp sanh tử luân hồi, cũng vì tâm và mắt! Nếu ông không biết nó ở chỗ nào, thì không bao giờ hàng phục được phiền não và trần lao. Cũng như vị quốc vương, bị giặc đến xâm chiếm, đem binh dẹp trừ, nếu không biết giặc trú ngụ ở chỗ nào thì không bao giờ dẹp được giặc".
- A-Nan thưa: "Bạch Thế tôn, không những một mình con hiểu, mà tất cả chúng sanh cũng đều cho con mắt ở trên mặt, còn tâm ở trong thân".
- Phật hỏi: "Ông ngồi trong giảng đường này, trước hết ông thấy cái gì? Và vì sao ông thấy được cây cối ngoài vườn"?
- A-Nan thưa: "Bạch thế tôn, con ngồi trong giảng đường, trước thấy Phật cùng chư tăng, và nhờ mở các cửa, nên con nhìn ra ngoài, thấy được cây cối, cảnh vật bên ngoài".
- Phật hỏi: "Có ai ngồi trong nhà, không thấy các vật trong nhà, mà lại thấy được cảnh vật bên ngoài không"?
- A-Nan thưa: "Bạch thế tôn, người ngồi trong nhà, mà không thấy các vật trong nhà, lại thấy cảnh vật bên ngoài là không có lý".
- Phật nói: "Tâm ông cũng thế, nếu thật ở trong thân ông, thì trước hết nó phải thấy tim, gan, ruột, phổi hoặc móng tay ra, tóc dài, gân chuyển, mạch động ở trong, rồi sau do mở mắt, ông mới thấy đặng các cảnh vật bên ngoài. Cũng như người ngồi trong giảng đường này, trước hết phải thấy Phật cùng chúng tăng và những vật trong giảng đường, rồi sau dòm ra ngoài, mới thấy núi sông cây rừng v.v. Vậy có ai trước thấy tim, gan, ruột, phổi ở trong thân, rồi sau mới thấy các vật ở bên ngoài không? Nếu không, thì ông nói: tâm ở trong thân là phi lý".
- A-nan bạch Phật: "Bạch Thế Tôn, cứ theo lý luận trên thì con hiểu: Tâm ở ngoài thân. Vì nếu ở trong thân, sao không thấy được các vật ở bên trong, mà chỉ thấy cảnh vật bên ngoài. Vậy nên con biết tâm ở ngoài thân. Cũng như cái đèn đốt ngoài nhà, nên chẳng sáng được trong nhà. Nghĩa này đúng rồi, chắc không còn lầm lạc nữa".
- Phật hỏi A-nan: "Cái tâm của ông, nếu ở ngoài thân, thì thân và tâm ông không dính dấp với nhau. Vậy trong lúc tâm biết, thân phải không biết; còn khi thân biết, thì tâm phải không biết. Cũng như ta với các thầy Tỳ kheo, vì thân thể khác nhau, nên khi ta thọ trai, các thầy không no được. Vậy ông thử xem cánh tay của ta đây, trong lúc mắt (thân) ông vừa thấy, tâm ông có biết liền không"?
- A-Nan thưa: "Bạch Thế Tôn, trong lúc con mắt vừa thấy, thì tâm con liền phân biệt".
- Phật hỏi: "Nếu mắt ông vừa thấy, tâm ông liền biết, thì thân ông và tâm không thể rời nhau được. Như thế thì ông nói: Tâm ở ngoài thân cũng không phải".
- A-Nan thưa: "Bạch Thế Tôn, theo lời Phật bác: tâm không phải ở trong thân, vì nó chẳng thấy được bên trong; cũng không phải ở ngoài thân, vì mắt vừa thấy, tâm liền biết, rõ ràng tâm thân không rời nhau. Cứ theo lý luận này, thì con hiểu: Tâm núp trong con mắt; cũng như con mắt của người mang kiếng, nên chỉ thấy các cảnh vật bên ngoài, mà không thấy được vật bên trong".
- Phật hỏi A-nan: "Nếu tâm con núp trong con mắt, cũng như con mắt người mang kiếng; vậy tôi hỏi: Người mang kiếng trong khi họ thấy cảnh vật, họ có thấy được cái kiếng mang đó không"?
- A-Nan thưa: "Bạch Thế Tôn, thấy được".
- Phật hỏi: "Nếu tâm ông cũng như con mắt người mang kiếng, thì vậy sao người mang kiếng có thể thấy được cái kiếng mang, còn tâm ông sao không thấy được con mắt của ông? Nếu tâm ông thấy được con mắt của ông, thì con mắt của ông thành ra cảnh bị thấy, nó phải ở ngoài thân ông mới phải. Nếu thân, tâm ngoài nhau, thì làm sao mắt ông vừa thấy, tâm ông liền phân biệt được? Nếu tâm ông không thấy được con mắt của ông, thì sao ông tỷ dụ như con mắt người mang kiếng? Thế nên ông nói: Tâm núp trong con mắt, như con mắt người mang kiếng núp sau cái kiếng cũng không phải".
- A-Nan thưa: "Bạch Thế Tôn, bây giờ con nghĩ: Nhắm mắt thấy tối, là tâm thấy trong thân (gan ruột); nhờ cửu khiếu, thất huyệt (các giác quan) trống hở, nên mở mắt thấy sáng là tâm thấy các cảnh vật ngoài thân. Chẳng biết nghĩa này có đúng không"?
- Phật hỏi Anan: "Ông nói: Nhắm mắt thấy tối là thấy trong thân vậy thì khi ông thấy tối, cảnh tối đó có đối trước mắt ông hay không? Nếu cái tối không đối trước mắt thì không thành cái nghĩa thấy. Còn có đối trước mắt, thì thấy tối là thấy trước, sao ông lại nói thấy trong? Nếu ông cho thấy tối là thấy trong thân (gan ruột) thì khi ở trong nhà tối không có ánh sáng, ông thấy tối đó, cũng là thấy gan ruột của ông sao? Lại nữa, nếu nhắm mắt thấy tối, ông cho là thấy trong thân, mở mắt thấy sáng là thấy ngoài thân, vậy sao ông không thấy được cái mặt? Cái mặt ở ngoài, ông mở mắt còn không thấy, thì khi nhắm mắt thấy tối, làm sao chắc là thấy trong thân? Nếu ông thấy được cái mặt ông, thì con mắt với tâm hiểu biết của ông, phải ở ngoài thân ông. Nếu tâm và mắt ở ngoài thân, thì nó không phải là tâm mắt của ông rồi. Nếu ông cho tâm, mắt (ngoài thân ông) đó cũng là ông, vậy thì nay ta thấy được mặt ông, thế thì ta đây cũng là tâm, mắt của ông sao? Lại nữa, trong lúc con mắt ông biết, thì thân ông cũng phải không biết, khi thân ông biết, thì con mắt ông phải không biết (vì ông chấp nó rời nhau). Nếu ông cho cả hai đều biết, thì một mình ông phải có hai cái biết (tâm), vậy khi tu hành chứng quả, ông sẽ thành hai vị Phật sao? Thế nên phải biết: Ông nói: thấy tối là thấy trong thân cũng không phải".
- A-Nan thưa: "Bạch Thế Tôn, con thường nghe Phật dạy tứ chúng: Do tâm sanh, nên các pháp mới sanh. Do các pháp sanh, cho nên tâm mới sanh. Nay con suy nghĩ, thì cái suy nghĩ đó là tâm của con; tùy hòa hiệp chỗ nào, thì tâm liền theo đó mà có, không phải ở trong, ngoài và chính giữa."
- Phật hỏi A-nan: "Ông nói tùy hòa hiệp chỗ nào, thì tâm liền theo đó mà có như thế thì cái tâm của ông không có thật thể. Nếu tâm ông không có hình thể (tức là không có) thì lấy cái gì mà hòa hiệp? còn nó có hình thể, thì ông thử lấy tay mặt đánh qua tay trái, ông liền biết đau. Vậy cái tâm biết đau này, là từ trong thân chạy ra hay từ bên ngoài chạy vào? Nếu ông nói: nó từ trong thân chạy ra, thì trước hết nó phải thấy gan ruột trong thân của ông. Còn nếu nó từ ngoài hư không chạy vào, thì trước hết nó phải thấy cái mặt của ông".
- A-Nan thưa: "Con mắt thì thấy, còn cái tâm thì biết";
- Phật nói: "con mắt thì thấy, nghĩa đó không phải".
- Phật hỏi: "Nếu con mắt thấy thì những người chết, con mắt vẫn còn, sao họ không thấy vật? Nếu người chết, mà vẫn còn thấy vật, thì sao gọi là người chết? Lại nữa, nếu cái tâm hiểu biết của ông có thật thể, thì có một thể hay nhiều thể, ở khắp cả thân ông, hay không khắp cả thân? Nếu tâm ông có một thể, và ở khắp cả thân, thì khi ông lấy tay đánh thử một chỗ trên thân ông, đáng lẽ ra thân đều biết đau hết, vì tâm ở khắp cả thân và đồng một thể. Nếu cả thân đều biết đau, thì cái đau đó lẽ ra không có ở nhứt định chỗ nào. Nếu cái đau có chỗ ở nhứt định, thì ông nói: cái tâm một thể và ở khắp cả thân cũng không phải. Còn nói tâm ông có nhiều thể thì thành ra nhiều người; vậy cái nào là tâm của ông? Nếu tâm ông không ở khắp thân thể, vậy ông đồng thời vừa đụng trên đầu, và cũng vừa đụng dưới chân, khi ấy nếu đầu biết đau, thì chân phải không biết, còn chân biết đau, thì đầu phải không biết. Nhưng thật tế thì, đầu và chân của ông cả hai đều biết đau. Thế nên ông nói: tùy hòa hiệp chỗ nào, thì tâm tùy theo đó mà có cũng không phải".
- Anan bạch Phật: "Con nghe Phật cùng với ngài Văn Thù...khi luận về thật tướng (chơn tâm), Phật dạy rằng: Tâm chẳng ở trong và cũng chẳng ở ngoài. Nay con suy nghĩ: Nếu tâm ở trong thân, sao chẳng biết được bên trong? Còn nói tâm ở ngoài, thì sao tâm lại biết đau? Như thế thì tâm chắc ở chính giữa".
- Phật hỏi: "Ông nói tâm ở chính giữa, vậy cái chính giữa là giữa thân hay cảnh; nếu ở chính giữa thân, thì đồng thời với ở trong thân, như đã nói trước. Nghĩa là: tâm phải thấy trước tim, gan, ruột, phổi ở bên trong. Còn như ở về cảnh, thì có thể nêu (cái giữa) ra được, hay không nêu ra được? Nếu không nêu ra được, thì đồng như không có; còn nếu ra được, thì không thể nhứt định chỗ nào là chính giữa. Vì sao? Như người lấy cái cây cắm chính giữa, nếu người ở phía đông thì xem thấy cây ấy cắm ở phía tây; còn người ở phía nam, thì xem thấy cây ở phía bắc. Cái cây cắm nêu đó đã không nhứt định chỗ nào là chính giữa, thì cái tâm của ông cũng phải lôn lạo không định".
- A-Nan thưa: "Con nói chính giữa không phải hai chỗ ấy. Như Phật thường nói: con mắt đối với sắc trần, sanh ra nhãn thức. Một bên con mắt thì có phân biệt, một bên sắc trần lại không phân biệt, cái thức sanh chính giữa, đó là chỗ của tâm ở".
- Phật hỏi: Ông nói: Tâm ông sanh chính giữa căn và trần cảnh hay không gồm cả hai. Nếu gồm cả hai, thì căn với cảnh lộn lạo (căn không thành căn, cảnh không thành cảnh; vì vừa biết mà cũng là không biết). Song trần cảnh thì không có tri giác, còn căn lại có tri giác, hai bên đối lập riêng khác, vậy lấy chỗ nào làm giữa. Còn như không gồm cả căn và cảnh, thì tâm không thật thể. Vậy lấy cái gì làm chính giữa? Thế nên phải biết: Ông nói tâm ở chính giữa cũng không phải".
- A-Nan thưa: "Bạch Thế Tôn, ngày trước con thấy khi Phật cùng với ông Đại Mục Kiền Liên, Tu Bồ đề v.v. nói pháp, Phật có dạy rằng: Cái tâm hiểu biết phân biệt, không ở trong thân, không ở ngoài thân, không ở chính giữa, không ở chỗ nào cả; không dính mắc (vô trước) tất cả đó gọi là tâm. Vậy nay con lấy cái không dính mắc đó làm tâm, chẳng biết có hay được không"?
- Phật hỏi: "Ông nói: lấy cái không dính mắc tất cả làm tâm. Vậy tôi hỏi ông: tất cả các vật tượng trong thế gian này, nào là hư-không, thế-giới, chim bay trên trời, cá lội dưới nước v.v. Vậy các vật tượng ấy có mà ông không dính mắc (trước) hay là không, mà ông không dính mắc? Nếu các vật tượng ấy không có, thì cũng như lông rùa, sừng thỏ: nó đã không, thời có gì mà dính mắc. Nếu còn có cái không dính mắc thì ông không thể nói rằng không dính mắc được. Vì cái gì không có hình tướng thì không, còn cái gì có hình tướng là có. Nếu có hình tướng thì phải bị dính mắc. Thế nên ông nói: không dính mắc tất cả làm tâm cũng không phải."— Kinh Lăng Nghiêm đoạn Phật giảng về tâm, lời trình bày của Thích Thiện Hoa